# Rue Le Vau
La rue Le Vau est une voie du 20e arrondissement de Paris, en France.

## Situation et accès
Elle commence avenue de la Porte-de-Bagnolet et se termine rue de Noisy-le-Sec.
La rue Le Vau est desservie à proximité par la ligne 3 du métro et la ligne 3b du tramway d'Île-de-France à la station Porte de Bagnolet.

## Origine du nom
Elle porte le nom de Louis Le Vau (1612-1670), architecte français.

## Historique
Cette voie prend sa dénomination actuelle par un arrêté du 21 mai 1956 avant son ouverture par la Ville de Paris en 1957.